# Gunther Goovaerts
Gunther Goovaerts is een Belgisch voormalig motorcrosser.

## Levensloop
Goovaerts werd tweemaal Belgisch kampioen zijspancross en eenmaal tweede in de BK-eindstand. Zijn waren bakkenisten waren Bert Paredaens, Sven Verbrugge en Gino Strubbe.
In 1994 won hij met Verbrugge de grand prix in Lierop en in 1996 die in Rijkevorsel.

## Palmares
- Belgisch kampioenschap: 1993 en 1994
- Belgisch kampioenschap: 1995